# لیپنو ناد ولتاووو
لیپنو ناد ولتاووو (به چکی: Lipno nad Vltavou) یک منطقهٔ مسکونی در جمهوری چک است که در ناحیه تشسکی کروملوو واقع شده‌است.